# Bengt Warne

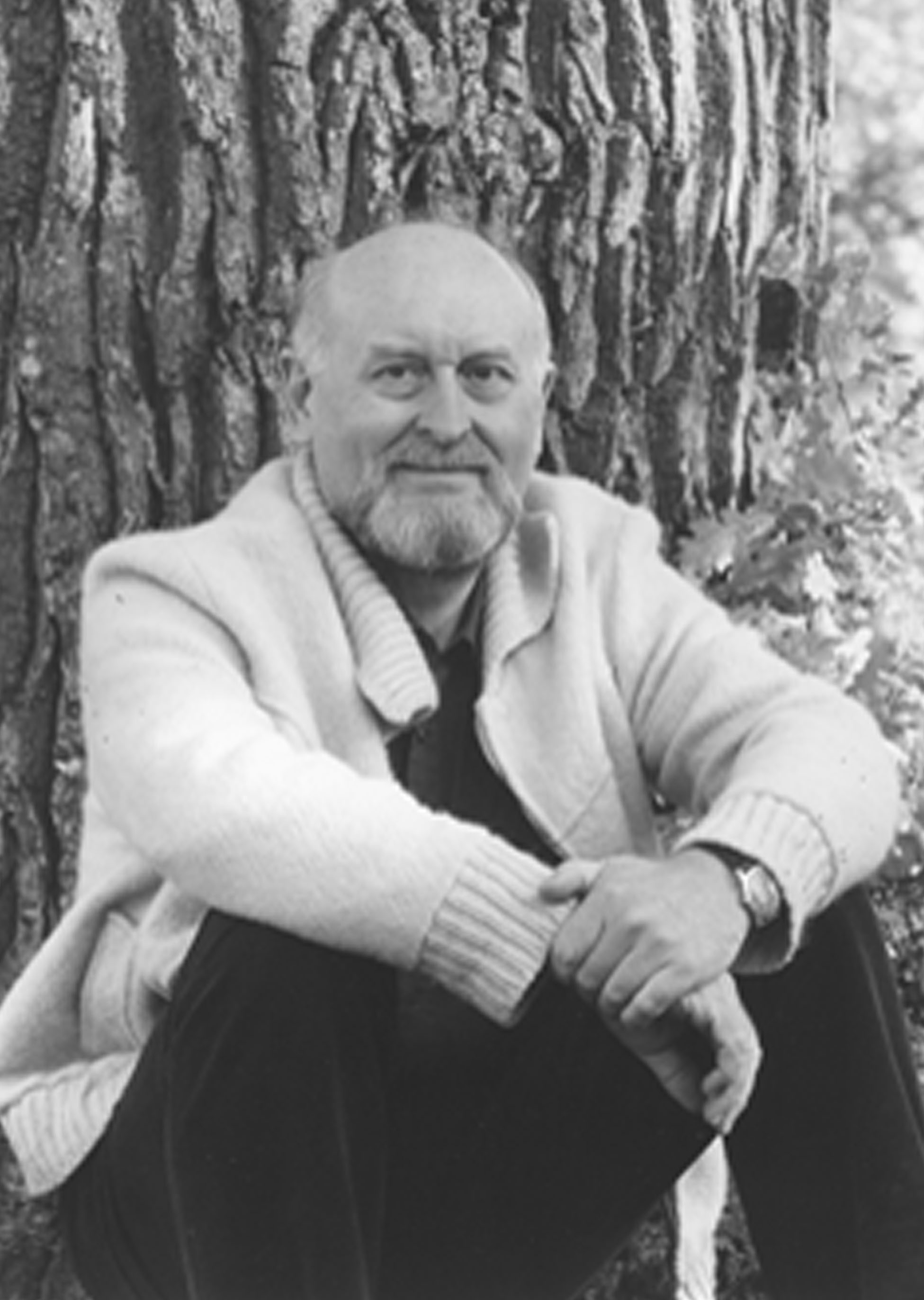
Bengt Warne.

Bengt Oscar Warne, född 21 januari 1929 i Göteborg, död 22 december 2006 i Stockholm, var en svensk arkitekt och forskare.  Han var bror till Tomas Warne.

## Biografi
Bengt Warne tog studentexamen vid Katrineholms kommunala gymnasium 1949. Därefter studerade han flygteknik och skeppsbyggnad vid Kungliga Tekniska Högskolan i Stockholm, för att sedan övergå till arkitektur mellan 1951 och 1956. Vid KTH bedrev han också licentiatstudier i matematik 1961. Warne var redaktionsmedlem i tidskriften Allt i Hemmet åren 1959–1977 och föreläsare vid internationella universitet och högskolor samt arkitekt- och miljövårdsorganisationer 1977-2006.
Warne var humanekolog och ville bygga och bo i symbios och harmoni med naturen: "Boendet ska stryka naturen medhårs, inte mothårs." Störst uppmärksamhet fick hans visioner och idéer utomlands och då särskilt i Tyskland. På tidigt 1970-tal ritade och byggde han Naturhuset som hem åt sig och sin familj. Huset var ett experimenthus i samarbete med tidskriften Allt i Hemmet inför deras 20-årsjubileum 1976. Det fungerade både som studieobjekt och forskningsprojekt för att svara på frågan om ett vanligt enfamiljshus kunde ta till vara naturens resurser, återvinna energi från de fyra elementen och skapa ett kretslopp som gjorde huset nästan självförsörjande.
"Naturhuset i Saltsjöbaden sammanställer de viktigaste problemen och pekar på deras lösningar, sade nobelpristagaren Konrad Lorentz vid World Congress on Alternatives and Environment i Wien 1979"

## Privatliv
Fadern Oscar Warne var civilingenjör vid SKF, Svenska Kullagerfabriken, som även hade sin produktion i Katrineholm. Modern Brita Stuart dog när Warne och hans bror var små. Fadern var sedan omgift med pianopedagogen Si Warne. I Bengt Warnes första äktenskap med Kerstin Wennerlund fick han dottern Lena, gift Pettersson, och i andra äktenskapet med Bim Warne (som senare gifte om sig med Cornelis Vreeswijk) döttrarna Malin och Torun.

## Verk i urval
- Näckroshuset, Uttran (1962–1964)
- Hultsfredshus, Veckojournalens hus (1975)
- Naturhuset, Saltsjöbaden (1974–1976)
- Vattenbruket, reningsverk och växthus för Stensunds Folkhögskola, Trosa (1988)
- Naturhus i 6 våningar, Stuttgart (1989–1991)
- Författarstudio och hem för Marianne Fredriksson, Österskär (1991)